# Tricky
Adrian Nicholas Matthews Thaws, född 27 januari 1968 i Bristol i England, är en engelsk triphopmusiker med artistnamnet Tricky. 
Tricky har tidigare varit medlem i grupperna The Wild Bunch och Massive Attack. Hans solodebutalbum Maxinquaye släpptes 1995, uppkallat efter hans mor Maxine Quaye som begick självmord. 

## Diskografi
Studioalbum
- 1995 – Maxinquaye
- 1996 – Nearly God
- 1996 – Pre-Millennium Tension
- 1998 – Angels with Dirty Faces
- 1999 – Juxtapose (med DJ Muggs och Dame Grease och med låten "Call Me")
- 2001 – Blowback
- 2003 – Vulnerable
- 2008 – Knowle West Boy
- 2010 – Mixed Race
- 2013 – False Idols
- 2014 – Adrian Thaws
- 2016 – Skilled Mechanics (med DJ Milo och Luke Harris)
- 2017 – Ununiform

Livealbum
- 2015 – Live In Gdansk

Singlar (topp 30 på UK Singles Chart)
- 1995 – "Black Steel" (#28)
- 1995 – "Pumpkin" (#26)
- 1996 – "Poems" (som "Nearly God") (#28)
- 1997 – "Tricky Kid" (#28)
- 1997 – "Makes Me Wanna Die" (#29)
- 1998 – "Money Greedy" (#25)
- 1998 – "Broken Homes" (#25)